# Somalia na Letnich Igrzyskach Olimpijskich 2008
Somalię na Letnie Igrzyska Olimpijskie 2008 reprezentowało 2 zawodników – 1 mężczyzna i 1 kobieta. Wystartowali w lekkoatletyce – biegu na 5000 metrów mężczyzn oraz biegu na 200 metrów kobiet.
Był to siódmy start reprezentacji Somalii na letnich igrzyskach olimpijskich.

## Lekkoatletyka
- Abdinasir Said Ibrahim – bieg mężczyzn na 5000 m, odpadł w eliminacjach
- Samia Yusuf Omar – bieg kobiet na 200 m, odpadła w eliminacjach